# Паттани (провинция)
Паттани (тайск. ปัตตานี) — провинция на юге Таиланда. Граничит с провинциями: Яла, Наратхиват и Сонгкхла. Паттани расположена на полуострове Малакка, на севере омывается Сиамским заливом.

## Население
Паттани — одна из четырёх провинций Таиланда, большинство населения в которой составляют малайцы-мусульмане (88 % от всего населения). Они говорят на языке Яви, который обычно считают диалектом малайского языка.

## Административное деление

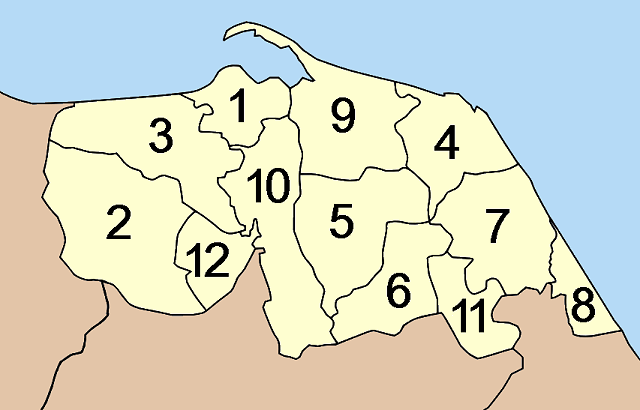
Административное деление провинции Паттани

Провинция делится на 12 районов (ампхе), которые в свою очередь, состоят из 115 подрайона (тамбон) и 629 поселений (мубан):
| 1. Mueang Pattani (Malay: Patani) 2. Khok Pho 3. Nong Chik 4. Panare (Malay: Penarik) 5. Mayo (Malay: Maja) 6. Thung Yang Daeng | 1. Sai Buri (Malay: Telube или Selindung Bayu) 2. Mai Kaen 3. Yaring (Malay: Jamu) 4. Yarang (Malay: Cegar) 5. Kapho 6. Mae Lan |